# Jelsjankacultuur
De Jelsjankacultuur (Russisch: Елшанская культура, Jelsjanskaja koeltoera, in het Engels Elshan of Yelshanka Culture) was een subneolithische archeologische cultuur van het 6e millennium voor Christus in het Midden-Wolgagebied (oblasten Samara, Oeljanovsk, en bij Boezoeloek in de oblast Orenburg). Ze is vernoemd naar het riviertje de Jelsjanka in de oblast Orenburg. Afhankelijk van de geaccepteerde datering was het een van de oudste aardewerk producerende culturen van Europa.

## Nederzettingen
De best onderzochte sites bevinden zich aan de linker zijrivieren van de Wolga. De nederzettingen Ivanovskaja, Staro-Jelsjanskaja I, Staro-Jelsjanskaja II, Vilovatovskaja en Maksimovskaja bevinden zich in het stroomgebied van de Samara en haar zijrivieren. In het stroomgebied van de Sok bevinden zich Krasny Gorodok, Nizjny Orljanka II, Tsjekalino IV, Lebjazjinka IV en Iljinka. Bijna alle vondsten werden gedaan in de lage uiterwaarden en bij samenstromingen van twee rivieren. Zo ligt de Bolsjaja Rakovka II-site nabij de monding van de Tsjornaja, en de Iljinskaja-site bij de monding van de Trostjanka in de Sok. De nederzettingen waren alle van een tijdelijke en seizoensgebonden aard. Er werden geen sporen van woningen gevonden. De graven waren enkelvoudig of met een gering aantal begravingen, grotere collectieve begraafplaatsen zijn niet gevonden.

## Aardewerk
Voor de vervaardiging van het Jelsjanka-aardewerk werd geen kleiaarde gebruikt, maar ingedroogd slib of sapropeel dat gevormd werd in met dierenhuiden beklede vormen. De buitenkant werd gladgemaakt met beenderen of kiezels, de binnenkanten bleven ruwer en vertoonden sporen van gladmaken met een gereedschap als een houten schraper. Aan de binnenkant zijn afdrukken van plantaardig materiaal en vingers zichtbaar. Het aardewerk werd bij een relatief lage temperatuur maar langdurig gebakken. Er wordt aangenomen dat de waterbestendigheid en duurzaamheid van het vaatwerk niet alleen werd bereikt door het bakproces, maar ook door het te impregneren met bepaalde organische oplossingen. 
Het vaatwerk is relatief klein en dunwandig. Platte en puntige bodems overheersen, maar sommige vaten hebben ook ronde bodems.
De decoraties variëren van volledig afwezig tot horizontale en verticale lijnen van kleine met een kam gemaakte puntjes, grotere regelmatige of onregelmatige met een stokje gemaakte putjes, en ingeritste lijnen die zigzag- en driehoekige patronen vormen.

## Stenen werktuigen
Gereedschappen werden vervaardiging van lokale vuursteen, gevonden in de vorm van kiezelstenen en concreties. Er werd voornamelijk gebruik gemaakt van kernen met een enkel slagvlak en een versmalde basis, en van kernvormige stukken met onregelmatige afslagen. Daarnaast werden veel fragmenten van kiezelstenen, door verschillende technieken verkregen scherven, door vorst afgebroken stukken, enz. gebruikt. Hergebruik door retoucheren, afslaan en tweezijdig bewerken is ook aangetoond. Enkele gereedschappen vertonen sporen van gedeeltelijk polijsten.  

## Levenswijze
De belangrijkste bezigheid was jagen en vissen. Op de sites werden botten van oerossen, saiga's, edelherten, elanden, reeën, wilde paarden, beren, marters, otters, bevers, schildpadden en vissen gevonden. Restanten van schelpdieren, afwezig op de lokale mesolithische sites, vullen het beeld aan. De diverse samenstelling duidt op de exploitatie van verschillende ecologische niches.
Deze exploitatie van verschillende ecologische niches die allemaal strikt cyclisch functioneren, kon alleen plaatsvinden in een door de seizoenen bepaald ritme. Dit betekent dat de bevolking een seizoensplanning van economische activiteiten had, en verklaart het nederzettingspatroon dat niet voorzag in een langdurig verblijf op één plaats. Er is een groot aantal gereedschappen voor houtbewerking gevonden, welke bij het ontbreken van meer permanente woningen voor de productie van zowel jacht- en visgereedschap als voertuigen gebruikt kunnen zijn. De vorm van het vaatwerk wijst op in vergelijking met het voorafgaande tijdperk fundamenteel andere methodes van verwerking en opslag van voedsel.

## Oorsprong en relaties met andere culturen
De oorsprong van de cultuur is nog omstreden. Een aantal auteurs zijn op basis van overeenkomsten van de aardewerken potten met puntige bodem van mening dat het ontstaan van de Jelsjankacultuur het gevolg was van een migratie van vreemde culturen, waarschijnlijk post-Zarzian, van de Centraal-Aziatische steppen naar de Midden-Wolga. Anderen zijn van mening dat de cultuur zich ontwikkelde als gevolg van de imitatie van Centraal-Aziatisch aardewerk door de lokale inheemse bevolking. Op basis van een vergelijking van de vuurstenen werktuigen is een doordringen in het Wolgagebied van een uit Centraal-Azië afkomstige bevolking volgens hen uitgesloten. 
Sommige auteurs merken de gelijkenis van Jelsjanka-aardewerk met Zuid-Russische en Oekraïense vondsten op, en veronderstellen dat het aardewerk daar ontstond als gevolg van verspreiding vanuit de Wolga-regio. Volgens V.V. Stavitski echter verscheen het oudste aardewerk in Rusland aanvankelijk nabij de Zee van Azov, waar het aanwezig was bij de Soerskicultuur, waarvandaan het zich verspreidde naar de Wolga-regio. In tegenstelling tot het vroege neolithische aardewerk van de culturen van de Noordelijke Kaspische Zeegebied en het Noordelijke Zwarte-Zeegebied, die gemaakt waren van slib, werden de Jelsjanka-potten gevormd uit slib dat soms verschraald was met organisch materiaal. 
In haar latere periode onderging de Jelsjankacultuur een zekere invloed van de bevolking van het Beneden-Wolgagebied, zoals blijkt uit het verschijnen van nieuwe vormen van decoraties op het aardewerk. Onder invloed van deze populatie, en als gevolg van een evolutionaire ontwikkeling, ontstond uit de Jelsjankacultuur de Midden-Wolgacultuur.

## Datering
C14-dateringen van schelpen uit de cultuurlagen van Tsjekalino IV, Iljinka en Lebjazjinka IV gaven een ouderdom van 8600 ± 120  tot 7940 BP, dat wil zeggen de tweede helft van 7e millennium v.Chr. Op basis hiervan was A.E. Mamonov van mening dat het aardewerk van het Jelsjanka-type onafhankelijk in de bossteppe van het Wolgagebied ontstond, aangezien er geen chronologisch mogelijk substraat of cultureel centrum was waarvan deze traditie kon worden afgeleid. 
Anderen hadden echter bezwaar tegen zulke vroege dateringen, en meenden dat de schelpen niet gerelateerd waren met de neolithische lagen van de sites (Viskalin, 2006). Dateringen van Jelsjanka-aardewerk uit Bolsjaja Rakovka II (7790 ± 200 BP) en Tsjekalino IV (7660 ± 200 BP) komen goed overeen met dateringen van schelpen uit Tsjekalino IV, en botten en aardewerk van de Ivanovo-site. Deze maken het mogelijk om de Jelsjankacultuur in het 6e- begin 5e millennium voor Christus te plaatsen.

## Antropologie
A.A. Chochlova concludeerde dat de skeletten tot de vertegenwoordigers van het oud-Oeralisch type behoorden. Hiermee behoorden ze tot de Noord-Europees-West Siberische antropologische formatie.
Bij een persoon uit een begrafenis in de Lebjazjinka IV-site werd de Y-chromosoom haplogroep R1b1* (xR1b1a1, R1b1a2) gevonden.